# Extra-Radio

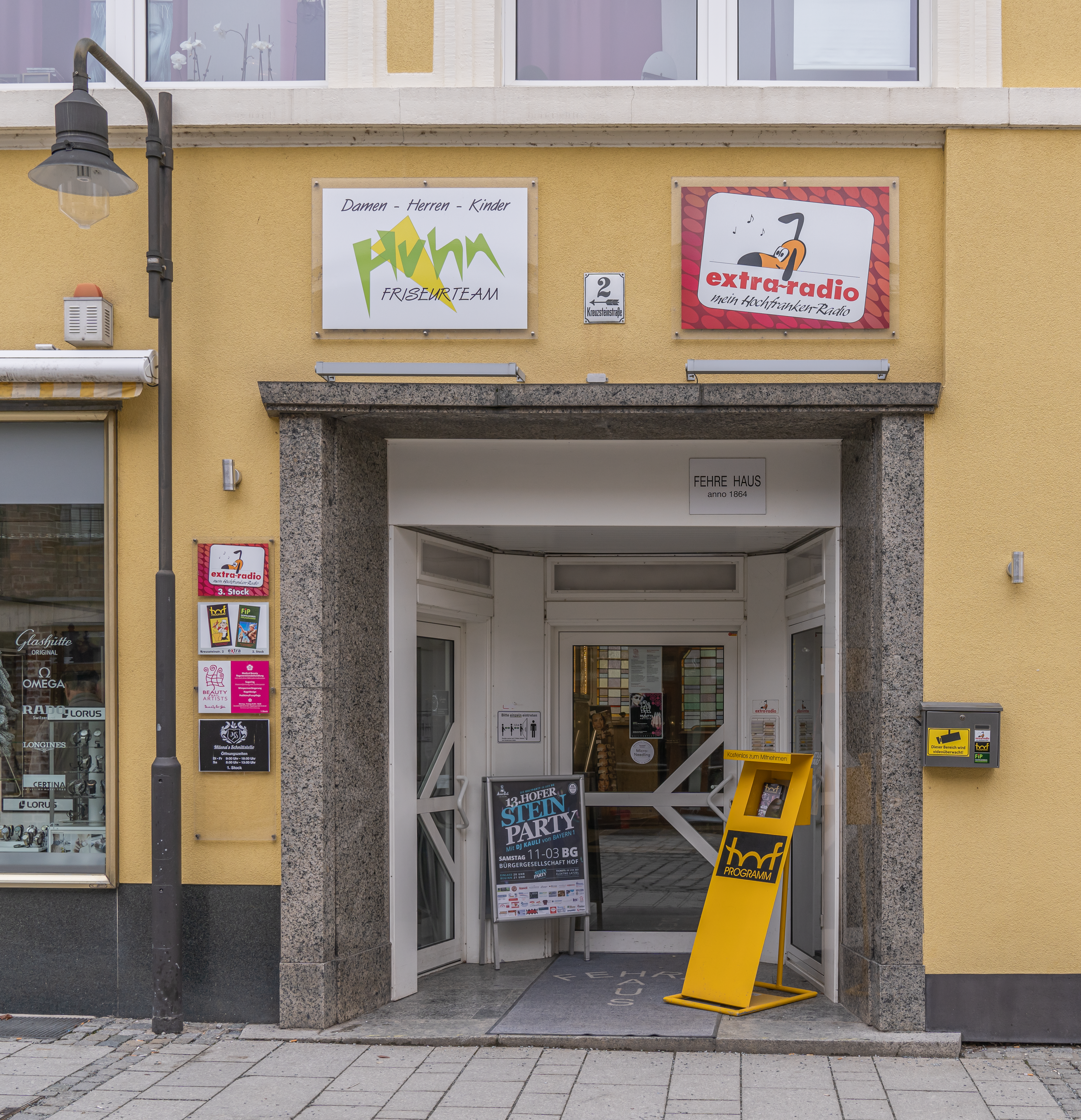
Sitz des Extra-Radio in der Kreuzsteinstraße

Extra-Radio (eigene Schreibweise: extra-radio, lizenziert als extra-radio Rundfunkprogramm GmbH) ist ein Lokalradio aus Hof in Bayern, welches als Familienunternehmen ohne Beteiligung großer Medienkonzerne geführt wird. Kernsendegebiet ist die Region Hochfranken. Der aktuelle Senderclaim lautet extra-radio – Mein Hochfranken-Radio. Zum 1. September 2025 stellt der Radiosender seinen Sendebetrieb über UKW und DAB+ ein und wird fortan ausschließlich als Webradio zu hören sein.

## Programm
Der Sender spielt vorzugsweise internationale und deutsche Hits aus den vergangenen Jahrzehnten, gemischt mit aktuellen Titeln. Somit kann das Musikformat als Oldie-based AC angesehen werden. Eine Besonderheit hierbei: häufig sind in den Sendungen auch Künstler aus der Region zu hören, die sonst kaum im Rundfunk vertreten sind, wie z. B. die Rock-’n’-Roll-Band „Gery & the Johnboys“, deren Frontmann Gery Gerspitzer ist, oder die Krautrock-Band Waldschrat. In den Nachtstunden ist ein automatisiertes Musikprogramm zu hören.
Ein weiterer Programmschwerpunkt ist die aktuelle Berichterstattung aus der Region. So werden täglich aktuelle Beiträge mit Bezug auf regionale Themen gesendet, die in Eigenproduktion entstehen. Gleiches gilt für die Regionalnachrichten, die immer zur halben Stunde, neben Wetter- und Verkehrsmeldungen ausgestrahlt werden.
Am Wochenende gibt es im Programm eine ausführliche Berichterstattung von Sportereignissen in der Region. Bei Heimspielen der SpVgg Bayern Hof gibt es auch Live-Schaltungen ins Stadion Grüne Au.

## Geschichte

### Sendestart

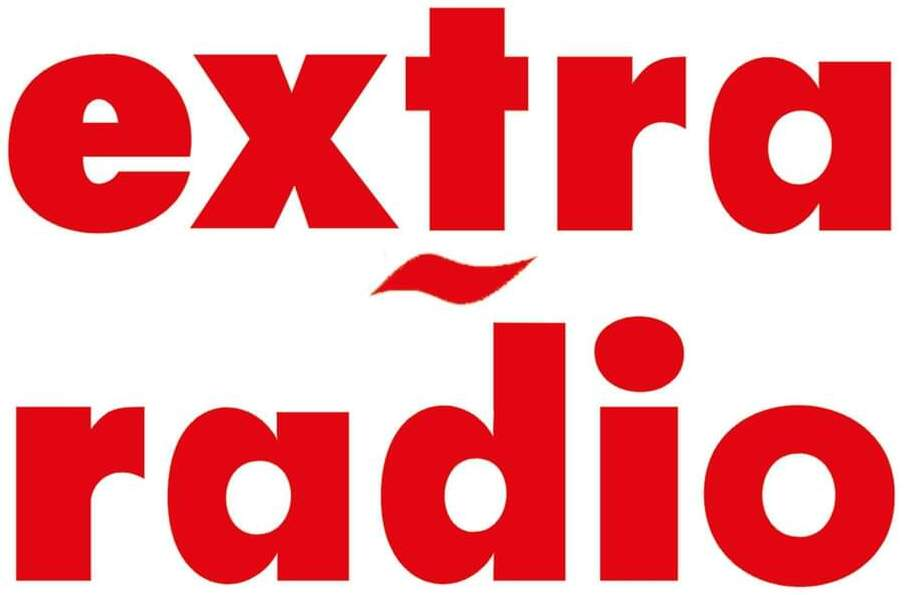
Logo bis Januar 2024

Am 3. Oktober 1987 nahm in Hof das Lokalradio seinen Sendebetrieb auf. Durch den Umstand, dass sich mehrere Programmanbieter für die Ausstrahlung eines Programmes beworben hatten, aber nur eine Frequenz zur Verfügung stand, wurde diese zwischen extra-radio und der Neuen Welle „Antenne Hof“ (Radio Euroherz) aufgeteilt. Dabei wurden extra-radio zunächst nur vier Stunden Sendezeit eingeräumt, die über den gesamten Tag fest verteilt war (10–11 Uhr, 13–14 Uhr und 19–21 Uhr). Gesendet wurde damals auf der Frequenz 98,1 MHz, mit einer Stärke von 100 Watt. Der Sender befand sich am Hofer Theresienstein. Durch die damalige Grenzlage zur DDR bedingt, durfte auf Anweisung der dortigen Behörden nicht mit einer stärkeren Leistung gesendet werden, da das Programm sonst auch in den Grenzregionen auf der östlichen Seite zu hören gewesen wäre (was in der Praxis aber dennoch der Fall war).

### Reichweitenausbau
Eine Ausweitung des Sendegebietes wurde erstmals am 5. Juni 1988 erreicht. Hier wurden zwei neue Frequenzen für den Raum Selb (93,4 MHz) und Marktredwitz (93,6 MHz) in Betrieb genommen. Zu diesem Anlass kam es auch zum ersten (und bisher einzigen) Mal zu einem gemeinsamen Tagesprogramm beider Lokalradios.
Am 12. November 1988 wurde der Sender Ahornberg (Konradsreuth), nördlich von Münchberg offiziell in Betrieb genommen (jedoch bereits zwei Tage vorher konnten die Ausstrahlungen schon empfangen werden). Gleichzeitig wurde mit Aufnahme des Sendebetriebes ein Frequenztausch durchgeführt: der Sender Ahornberg übernahm die bisherige Frequenz 98,1 MHz vom Hofer Sender am Theresienstein. Dieser wiederum strahlte ab diesem Zeitpunkt das Lokalradioprogramm auf der neuen Frequenz 94,0 MHz ab. Mit dieser weiteren Aufschaltung wurde der Lokalradioempfang im südlichen und westlichen Teil des Landkreises Hof erheblich verbessert.
Eine weitere Frequenzumstellung ergab sich am 5. Geburtstag von extra-radio. Ab dem 3. Oktober 1992 sendete man auf der Frequenz 88,0 MHz, die den gesamten Bereich der bisherigen Einzelfrequenzen abdeckt. Der Sender befindet sich auf dem Großen Waldstein. Die alten Frequenzen wurden vom Jugendradio HO*T FM übernommen, das später in Radio Galaxy aufging.
Mit einer Leistung von 5 kW strahlte extra-radio sein Programm nun bis in die nördliche Oberpfalz und auch in das westliche Tschechien hinein aus. Somit erreichte der Sender technisch einen Hörerkreis von 354.000 Hörern. Die weiteren Frequenzen dienten als Füllsender für die Regionen Fichtelgebirge und Frankenwald und wurden vom Hauptsender am Großen Waldstein per Ballempfang versorgt.
Seit Juni 2011 verfügt extra-radio auch über einen Internet-Livestream, seit August 2017 ist er Bestandteil des Digitalradio-Bouquets Oberfranken.
Im Oktober 2012 wurde ein Livestream 24 Stunden täglich gestartet. Am 1. Dezember 2017 weitete extra-radio auf einer neuen Frequenzkette auch über UKW seine Sendezeiten aus, verlor jedoch im Vergleich zur bisherigen mit Radio Euroherz geteilten Frequenz erheblich an technischer Reichweite.
Das Bundesverwaltungsgericht urteilte am 31. Mai 2017, dass eine Neuverteilung der UKW-Frequenzen rechtmäßig ist. Da Radio Euroherz die bislang gemeinsam genutzten Frequenzen laut Bayerischer Landeszentrale für neue Medien (BLM) behalten konnte, ergab sich für extra-radio ein erneuter Frequenzwechsel. Hierfür standen die bis dato von Radio Galaxy Hof verwendeten Frequenzen zur Verfügung, welches nun nur noch über DAB+ sendet.

### Abschaltungsversuche
Trotz beachtlicher Erfolge von extra-radio bei den Hörern, wollte die BLM aus den beiden Sendern ein einheitliches Lokalprogramm formen. Da extra-radio allerdings nicht zum Minderheitsgesellschafter der Neuen Welle „Antenne Hof“ (Radio Euroherz) werden wollte und auch sonst die unternehmerischen Ansichten beider Sender grundverschieden waren, wollte die BLM im Juni 1992 extra-radio erstmals abschalten lassen. Der Bayerische Verwaltungsgerichtshof entschied zwei Tage vor der geplanten Abschaltung, dass extra-radio aber weitersenden könne.
Eine Verfassungsbeschwerde seitens der BLM beim bayerischen Verwaltungsgerichtshof hatte später allerdings Erfolg, so dass ein erneuter Abschaltungstermin zum 1. Mai 1994 anvisiert wurde. Die Geschäftsführung von extra-radio zog somit bis vor das Bundesverfassungsgericht in Karlsruhe. Er entsprach dem Eilantrag von extra-radio, dessen Geschäftsführung sich auf den Grundsatz der Rundfunkfreiheit berief. So kam es zu der kuriosen Situation, dass Extra-Radio von der BLM zwar keine Sendelizenz mehr bekam – allerdings aufgrund des „extra-radio-Urteils“ mit richterlicher Unterstützung trotzdem weitersenden durfte. Ein bisher einmaliger Vorgang in der Deutschen Medienlandschaft.
Das extra-radio nutzte dies auch geschickt zur Vermarktung für sich selbst; so war auf Werbeaufklebern z. B. „Hofs bester Piratensender“ zu lesen. Erst im Jahre 2001 – nach fast zehnjährigem Rechtsstreit – erhielt extra-radio von der BLM wieder eine Sendelizenz.

### Einstellung des Sendebetriebs
Aufgrund monatlicher technischer Kosten in Höhe von etwa 10.000 Euro für die UKW-Frequenzkette entschloss sich der Radiosender zum 1. September 2025 seinen Betrieb auf UKW und DAB+ einzustellen. Fortan will Extra-Radio nur noch online verfügbar sein, jedoch ohne Live-Sendungen und redaktionelle Inhalte, sondern ausschließlich mit Nonstop-Musik. Ein weiterer Grund sind die starken Hörerverluste seit dem Verlust der leistungsstarken Frequenz 88,0 MHz an Radio Euroherz und dem Wechsel auf eine leistungsschwache Frequenzkette. Dies führte zu einer Halbierung des Marktanteils im Jahr 2018, der sich seitdem nur leicht erholte. An Werktagen zwischen 6 und 18 Uhr erreicht der Sender laut Funkanalyse Bayern aus dem Jahr 2024 noch stündlich 1.000 Hörer in der werberelevanten Zielgruppe (14–49 Jahre), die Tagesreichweite innerhalb dieser Zielgruppe liegt bei 5.000 Hörern.

## Preise
Bereits zwei Jahre nach Sendestart, im Jahre 1989, wurde extra-radio mit dem „BLM-Hörfunkpreis“ für den besten Radio-Werbespot ausgezeichnet. Der damalige Autor, Moderator und Sprecher Thomas Oliver durfte in München den Preis entgegennehmen, den extra-radio als erster bayerischer Lokalsender überhaupt erhielt. Die Preisverleihung wurde auch im Fernsehen von Tele 5 übertragen.

## Webradio und Ehemalige Frequenzen
Live-Stream
Auf der Website des Senders wird ein Live-Stream angeboten.
UKW (bis 1. September 2025)
- Hof (Labyrinthberg): 94,0 MHz
- Selb: 93,4 MHz
- Münchberg: 98,1 MHz
- Naila: 96,5 MHz
- Wunsiedel / Marktredwitz: 97,3 MHz

DAB+ (bis 1. September 2025)
- Oberfranken sowie Städtedreieck Nürnberg-Fürth-Erlangen: Kanal 10B.